# Cratere Knox-Shaw
Knox-Shaw è un cratere lunare di 13,44 km situato nella parte nord-orientale della faccia visibile della Luna.